# Michael P. C. Carns

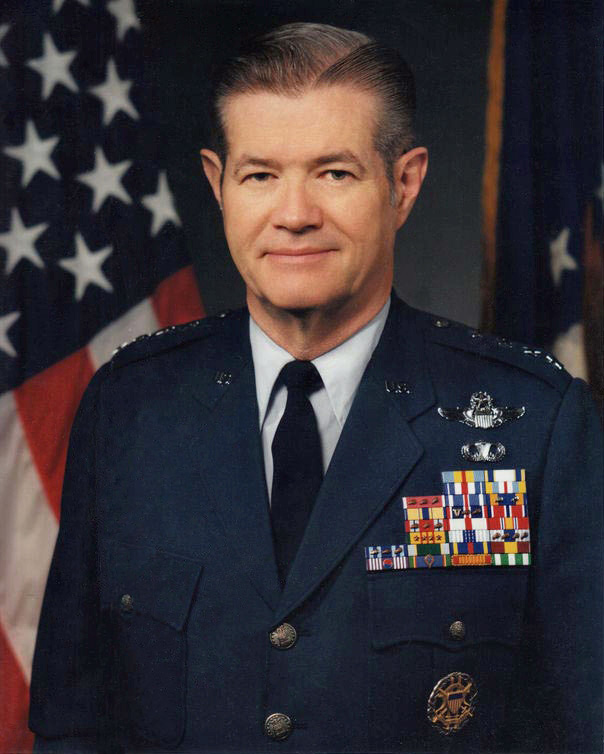
Michael Carns

Michael Patrick Chamberlain Carns  (* 23. Juni 1937 in Junction City, Kansas; † 11. Oktober 2023) war ein General der United States Air Force. Er war unter anderem Kommandeur der 13. Luftflotte und zwischen 1991 und 1994 der 25. Vice Chief of Staff of the Air Force.

## Leben
Michael Carns war ein Sohn von Edwin Hugh John Carns (1907–1979) und dessen Frau Jeannette Anne Chamberlain (1912–1995). Der Vater war Generalmajor in der United States Army. Der Sohn besuchte bis 1955 die St. John's College High School in Washington, D.C. Im Jahr 1959 absolvierte er die United States Air Force Academy in Colorado Springs. Nach seiner Graduation wurde er als Leutnant in das Offizierskorps der Air Force aufgenommen. In der Folge durchlief er alle Offiziersgrade vom Leutnant bis zum Vier-Sterne-General.
Im Lauf seiner militärischen Karriere absolvierte er verschiedene Kurse und Schulungen. Dazu gehörten unter anderem eine Ausbildung zum Kampfpiloten und weitere Fortbildungskurse als Pilot neuer Flugzeugtypen, die Squadron Officer School auf der Maxwell Air Force Base in Alabama und das britische Royal College of Defence Studies. Außerdem erhielt er einen akademischen Grad von der Harvard University.
In seinen frühen Jahren als Offizier der Luftwaffe war er an verschiedenen Stützpunkten in den Vereinigten Staaten stationiert. Dabei war er als Pilot, Flugausbilder oder Stabsoffizier bei unterschiedlichen Einheiten tätig. Zwischen August 1968 und September 1969 war er auf der Korat Royal Thai Air Force Base in Thailand stationiert. Von dort aus war er als Kampfpilot mit der 469. Kampfstaffel (469th Tactical Fighter Squadron) im Vietnamkrieg eingesetzt. Dabei flog er etwa 200 Einsätze.
Nach seiner Rückkehr in die Vereinigten Staaten gehörte Michael Carns zunächst dem Stab des Hauptquartiers der Air Force in Washington D.C. an. Zwischen September 1973 und Mai 1975 kommandierte er die auf der Torrejon Air Base in Spanien stationierte 613. Taktische Kampfstaffel (613th Tactical Fighter Squadron). Die folgenden zwei Jahre war er Stabsoffizier beim NATO-Hauptquartier in Mons in Belgien. Daran schloss sich ein Lehrgang am britischen Royal College of Defence Studies an. In der Folge blieb er in England, wo er auf der Royal Air Force Station Bentwaters die Stabsabteilung für Operationen des 81. Taktischen Geschwaders (81st Tactical Fighter Wing) leitete.
Ab März 1979 kommandierte Carns das 354. Taktische Geschwader (354th Tactical Fighter Wing), das auf der Myrtle Beach Air Force Base in South Carolina stationiert war. Dieses Amt hatte er bis zum Oktober 1980 inne, als er zur Nellis Air Force Base in Nevada versetzt wurde, wo er das Kommando über das 57. Kampfwaffengeschwader (57th Fighter Weapons Wing) übernahm. Im Juni 1982 wurde er zur MacDill Air Force Base in Florida beordert. Dort war er in der Stabsabteilung J5 der damaligen Rapid Deployment Joint Task Force tätig. Diese Einheit war eine Vorgängerorganisation des im Januar 1983 gegründeten United States Central Command, dessen Stab Carns dann auch angehörte.
Sein nächster Auftrag führte ihn nach Hawaii. Auf der dortigen Hickham Air Force Base übernahm er im Juli 1984 die Leitung der Stabsabteilung für Planungen im Hauptquartier der Pacific Air Forces. Im Juni 1985 erhielt er dort die Leitung der Stabsabteilung für Operationen und Aufklärung (deputy chief of staff for operations and intelligence). Am 31. Juli 1986 übernahm Michael Carns auf der Clark Air Base auf den Philippinen als Nachfolger von Charles F. Luigs das Kommando über die 13. Luftflotte (Thirteenth Air Force). Dieses Amt bekleidete er bis zum 19. Juni 1987, als Donald Snyder seine Nachfolge antrat. Seiner Luftflotte unterstanden die amerikanischen Luftstreitkräfte auf den Philippinen, in Thailand und Taiwan.
Nach dem Ende dieses Kommandos wurde er zum Stützpunkt Camp H. M. Smith in Hawaii versetzt. Dort wurde er Stabschef und stellvertretender Kommandeur des United States Pacific Command. Diese Aufgabe nahm er zwischen Juni 1987 und September 1989 wahr. Als Nächstes wurde er zum Stab der Joint Chiefs of Staff versetzt, wo er zwischen September 1989 und Mai 1991 das Amt des Director of the Joint Staff ausübte.
Zwischen dem 16. Mai 1991 und dem 28. Juli 1994 war Michael Carns der 25. Amtsinhaber des Vice Chief of Staff of the Air Force. Anschließend schied er aus dem aktiven Militärdienst aus.
Während seiner aktiven Zeit als Militärpilot absolvierte er über 6400 Flugstunden auf verschiedenen Flugzeugtypen.
Nach seiner Pensionierung wurde Carns im Jahr 1995 zum Leiter der CIA nominiert. Diese Nominierung lehnte er aber ab. Ansonsten war er Vorstandsmitglied verschiedener Firmen. Er starb am 11. Oktober 2023 und wurde auf dem Nationalfriedhof Arlington beigesetzt.

## Orden und Auszeichnungen
Michael Carns erhielt im Lauf seiner militärischen Laufbahn unter anderem folgende Auszeichnungen:
- Defense Distinguished Service Medal
- Air Force Distinguished Service Medal
- Defense Superior Service Medal
- Silver Star
- Legion of Merit
- Distinguished Flying Cross
- Air Medal
- Air Force Commendation Medal
- Air Force Outstanding Unit Award
- Air Force Organizational Excellence Award
- Combat Readiness Medal
- National Defense Service Medal
- Vietnam Service Medal
- Air Force Longevity Service Award

Hinzu kommen noch einige Orden anderer Nationen wie der Philippinen, Südvietnam und Thailand. Außerdem erhielt er noch diverse Ordensbänder (ribbons) verliehen.